# Ла Сбара (Витербо)
Ла Сбара је насеље у Италији у округу Витербо, региону Лацио.
Према процени из 2011. у насељу је живело 205 становника. Насеље се налази на надморској висини од 436 м.